# Силнотоков завод „Васил Коларов“
Силнотоков завод „Васил Коларов“ е бивше българско предприятие за силнотокови машини и инсталации.

## История
Силнотоковият завод „Васил Коларов“ е учреден през пролетта на 1949 година, с обединението на 3 основни фабрики намиращи се на 3 различни места. Построяването на завода на сегашното му място става през 1950 г., когато се събират трите фабрики. В началото има производство на ютии, котлони, табла, трансформатори, електродвигатели от малки размери и други. Заводът е построен в тогавашното село Илиянци (днес квартал на града). До 1959 г. в завода постъпват на работа 1000 души. Създават се три главни цеха – Електрически апарати, Електрически мотори, Трансформатори, както и четири помощни цеха. От 1955 г. започва производството на синхронни двигатели за ВЕЦ. С техни съоръжения са ВЕЦ-овете в Батошево, Тешел, Самораново и големите помпени станции край Дунав от Видин до Силистра. През следващите години започват да се произвеждат и силови трансформатори, маломаслени прекъсвачи, електродвигатели - тропическо и морско изпълнение. През 1970 г. започва производството и на генератори. През 1975 г. името на завода е променено на Eлпром-енерго. Към днешна дата името на предприятието е „Хюндай Хеви Индъстрис Ко. България“ АД.